# 遺体 明日への十日間
『遺体 明日への十日間』（いたい あすへのとおかかん）は、2013年2月23日に公開された日本映画である。
ジャーナリスト石井光太が、2011年3月11日に発生した東日本大震災から十日間、岩手県釜石市の遺体安置所で、石井本人が見てきた報道では伝えきれていない現状を、ありのままを綴ったルポルタージュ『遺体 震災、津波の果てに』を実写映像化した作品。作品の収益金は被災地に寄付される予定である。

## あらすじ
2011年3月11日。岩手県釜石市は雪まだ残る初春の穏やかな午後のひとときを何事もなく送っていた。
午後2時46分31秒、東日本を中心に巨大地震が発生。その後、東北太平洋岸に最大40メートルの巨大津波が襲い、釜石市も壊滅的な打撃を受ける。
釜石市役所職員の平賀は上司に命じられ、部下の照井、及川と共に仮設の遺体安置所となった元小学校体育館の管理を任される。また、医師の下泉は検死、歯科医の正木は身元特定のため遺体安置所で働くことになる。
それぞれが慣れない作業に戸惑う中、消防団や警察、自衛隊により次々と犠牲者が搬送されてくる。震災の想像を絶する惨状と膨大な犠牲者の数に誰もが言葉を失い、余震、停電、物資不足といった過酷な状況に感情や感覚を麻痺させていく。行方不明となった家族を探す人々は泥まみれのブルーシートに発見されたままの姿で乱雑に並べられた犠牲者の扱いに憤りの声をあげる。
市の民生委員で葬儀社での勤務経験のある相葉はそんな遺体安置所を訪れ、ナンバーで呼ばれ無残に扱われる犠牲者に言葉を失う。すぐさま市長の山口に頼み、ボランティアとして安置所の運営を切り盛りし始める。
遺族に優しい言葉をかけ、遺体に語りかけ、心をこめ丁重に扱おうとする相葉の姿に最初は戸惑いと違和感を感じていた人々は少しずつ彼の言葉に耳を傾けるようになっていく。
「遺体は話しかけられると人としての尊厳を取り戻す」、「やるべし」
深い悲しみを抱えながら、過酷な現実に立ち向かう人々の姿をありのままに描いたヒューマンドラマ。

## 登場人物
相葉 常夫（あいば つねお）
西田敏行
釜石市の民生委員。元葬儀社の職員。老人たちと卓球を楽しんでいたときに被災。遺体安置所を訪れた際にその惨状を知り、自宅に妻を残してボランティアに志願する。心優しいヒューマニストで彼の言葉と行動が震災にうちひしがれた人々を勇気づけていく。四人の子供の父親。モデルとなった人物は釜石市の民生委員・千葉淳。
平賀 大輔（ひらが だいすけ）
筒井道隆
釜石市役所職員。役場での勤務中に被災。遺体安置所の管理を任されたものの、なにをどうして良いかわからず戸惑う。相葉が参加したことで方向性を見出し協力する。
下泉 道夫(しもいずみ みちお)
佐藤浩市
病院勤務医。午後の診察中に被災。検死のため遺体安置所での勤務を行う。自分の患者が遺体として運び込まれる非情な現実にうちのめされる。だが、献身的な相葉の行動に心を打たれ、その理解者となっていく。
正木 明(まさき あきら)
柳葉敏郎
歯科医師。午後の診察中に被災。助手の大下と共に遺体安置所での確認作業に追われる。親友が遺体として運び込まれ、その妻が遺族として訪れたことに打ちのめされる。
大下 孝江(おおした たかえ)
酒井若菜
歯科助手。午後の診察中に被災。親友を失った正木を励ましてけなげに作業を補佐する。だが、恩人の遺体が運び込まれたことで鬱積していた感情が爆発する。
及川 裕太（おいかわ ゆうた）
勝地涼
釜石市役所職員で平賀の部下。役場での勤務中に被災。平賀と共に遺体安置所の管理に携わる。住んでいたアパートも流され、行方不明の同僚のことを思い心を閉ざす。だが、土門が棺桶を運び込んだ際に自らボランティアを買って出た遺族の少年に心を打たれ、自分を取り戻す。中学生の娘を失った女性との心の交流を通じて人間的に成長する。
照井 優子(てるい ゆうこ)
志田未来
釜石市役所職員で平賀の部下。役場での勤務中に被災。平賀と共に遺体安置所に赴くが何も出来ず壁の花となっていた。相葉の参加後、懸命に床の清掃を行い、祭壇を作ることを発案する。だが、年端もいかない子供が遺体として運び込まれたのを見てショックを受け、震災を生き残った自分を責める。
松田 信次(まつだ しんじ)
沢村一樹
釜石市役所職員。役場での勤務中に被災。部下と共に遺体回収および搬送作業に携わる。想像を絶する惨状の中で奮闘するが、中学生の我が子を失った母親に責め立てられ、過酷な作業に部下から体調不良や不眠を訴えられるなど苦労する。
山口 武司(やまぐち たけし)
佐野史郎
釜石市長。相葉とは旧知の間柄。役場での勤務中に被災し、避難所の運営や行政との連絡、確認作業に忙殺されている。
土門 健一(どもん けんいち)
緒形直人
釜石葬儀社社員。1000個の棺桶を用意しろという釜石市の難題に取り組み、人々の協力を得ながら、納棺・出棺などの作業を執り行う。物資不足や故障と電力不足で火葬場が満足に稼働できない状況に懸命に立ち向かう。
芝田 慈人
國村隼
日蓮宗の住職。自身も被災している。相葉とは旧知の間柄。供養のため遺体安置所を訪れるが、あまりにも過酷な状況に読経の最中に言葉に詰まってしまうほどの衝撃を受ける。

## スタッフ
- 監督、脚本：君塚良一
- 音楽：村松崇継
- 製作：亀山千広（フジテレビ）
- プロデューサー：高橋正秀、古郡真也、清野真紀、前田久閑
- エグゼクティブプロデューサー：種田義彦
- 協力プロデューサー：高井一郎、河端由梨子
- 撮影：栢野直樹
- 美術：山口修
- 編集：穗垣順之助
- 音楽：村松崇継
- 主題歌：SHANTI「Pray for the World」[3]
- 音響効果：柴崎憲治
- VFX：山本雅之
- 記録：中田秀子
- 照明：磯野雅宏
- 録音：柿澤潔、高須賀健吾
- 制作担当：橋本靖
- 監督補：田澤裕一
- プロデューサー補：大坪加奈
- 企画協力：新潮社
- 製作：フジテレビジョン
- 制作プロダクション：FILM
- 配給：ファントム・フィルム

## 封切り
2013年2月23日に公開され、映画観客動員ランキング（興行通信社調べ）では初登場第11位となった。東日本大震災発生から2年後にあたる3月9日・10日2日間の興行成績ランキングでは前週の13位から10位に上昇している。公開9週目には動員25万8,000人、興行収入3億700万円となり、4月以降にも80館規模に公開館数を増やしている。14週目で動員26万4,000人、興行収入3億1,300万円となった。最終興収は3.3億円。

## その他
主人公のモデルとなった人物は2020年7月14日に強制性交等罪の疑いで逮捕された。